# Antoine François de Fourcroy
Antoine François de Fourcroy, född 15 juni 1755 i Paris, död där 16 december 1809, var en fransk kemist.
Fourcroy blev professor i kemi vid Muséum national d'histoire naturelle i Jardin des plantes 1784. Han valdes 1792 till ledamot av nationalkonventet, var 1795-98 ledamot av direktoriet och blev 1801 direktör för allmänna undervisningen och hade såsom sådan stor del i grundläggandet av École polytechnique och École normale supérieure, liksom i organisationen av Institut de France. Han var en av bearbetarna av den nyare kemiska nomenklaturen (1787) och utgav flera arbeten i kemi. Han invaldes som utländsk ledamot av Vetenskapsakademien i Stockholm 1801.

## Eftermäle
Asteroiden 13180 Fourcroy är uppkallad efter honom.